# Aleg
Aleg is een stad in Mauritanië en is de hoofdplaats van de regio Brakna.
Aleg telt naar schatting 25.000 inwoners.

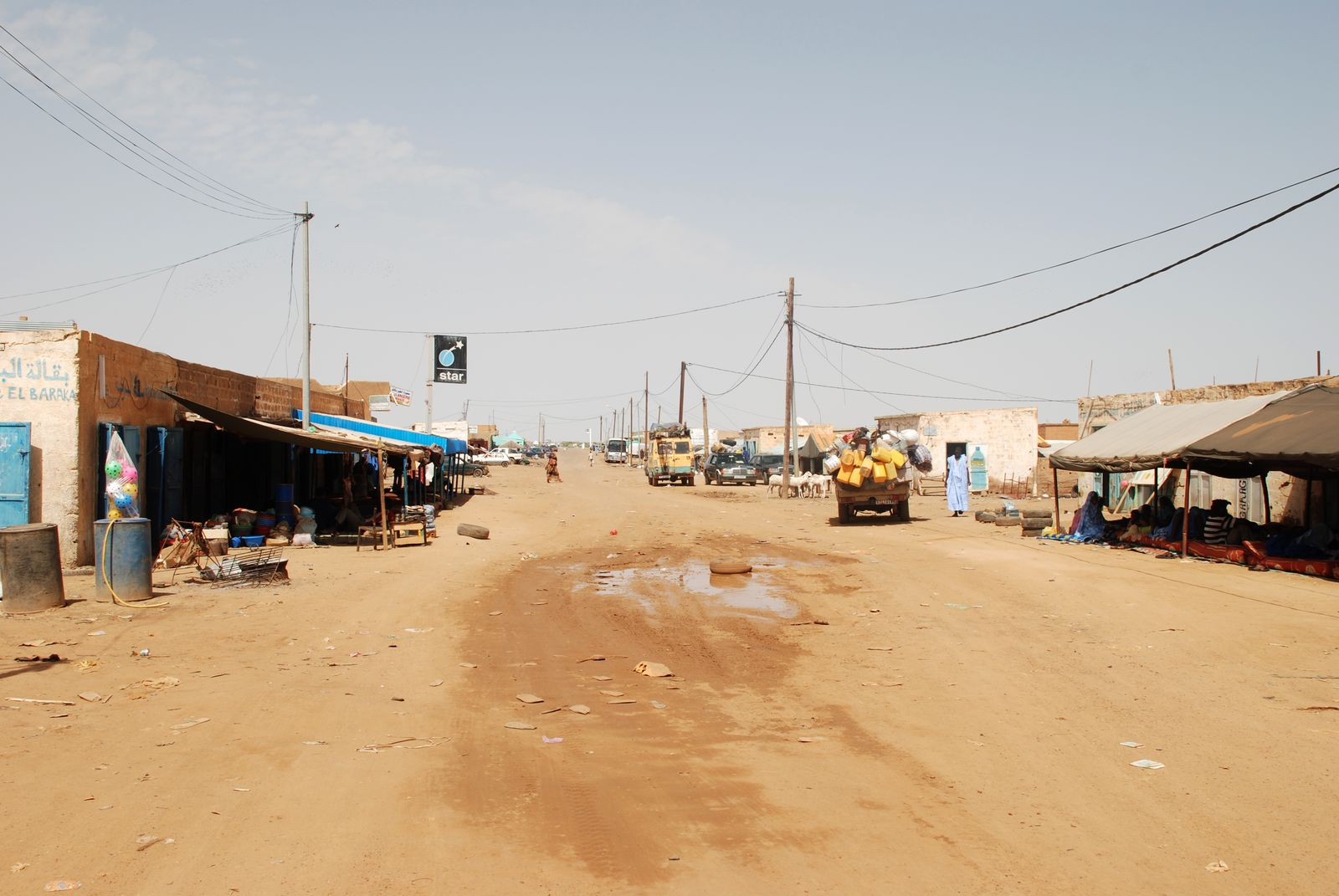
Hoofdstraat
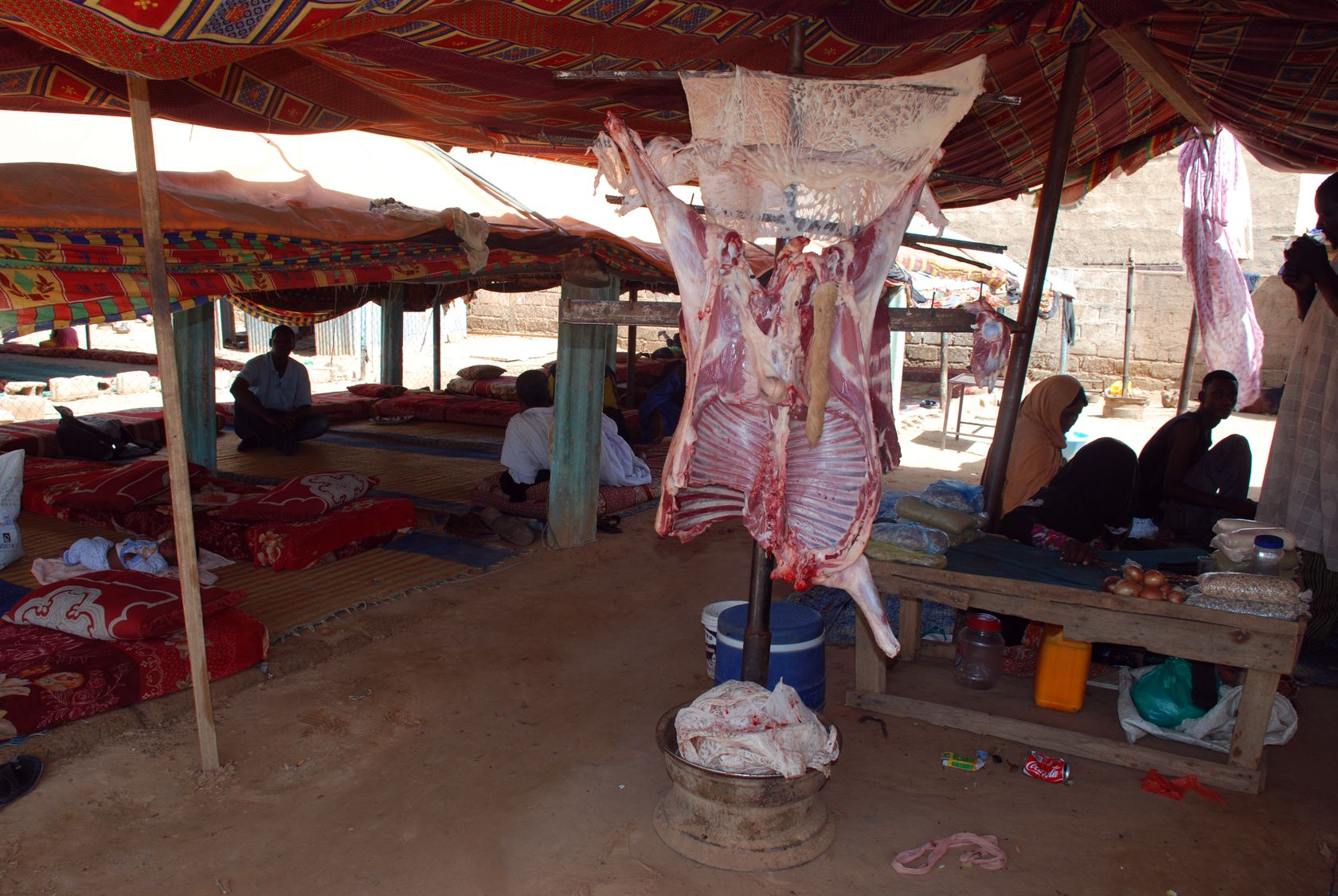
Vleesrestaurant
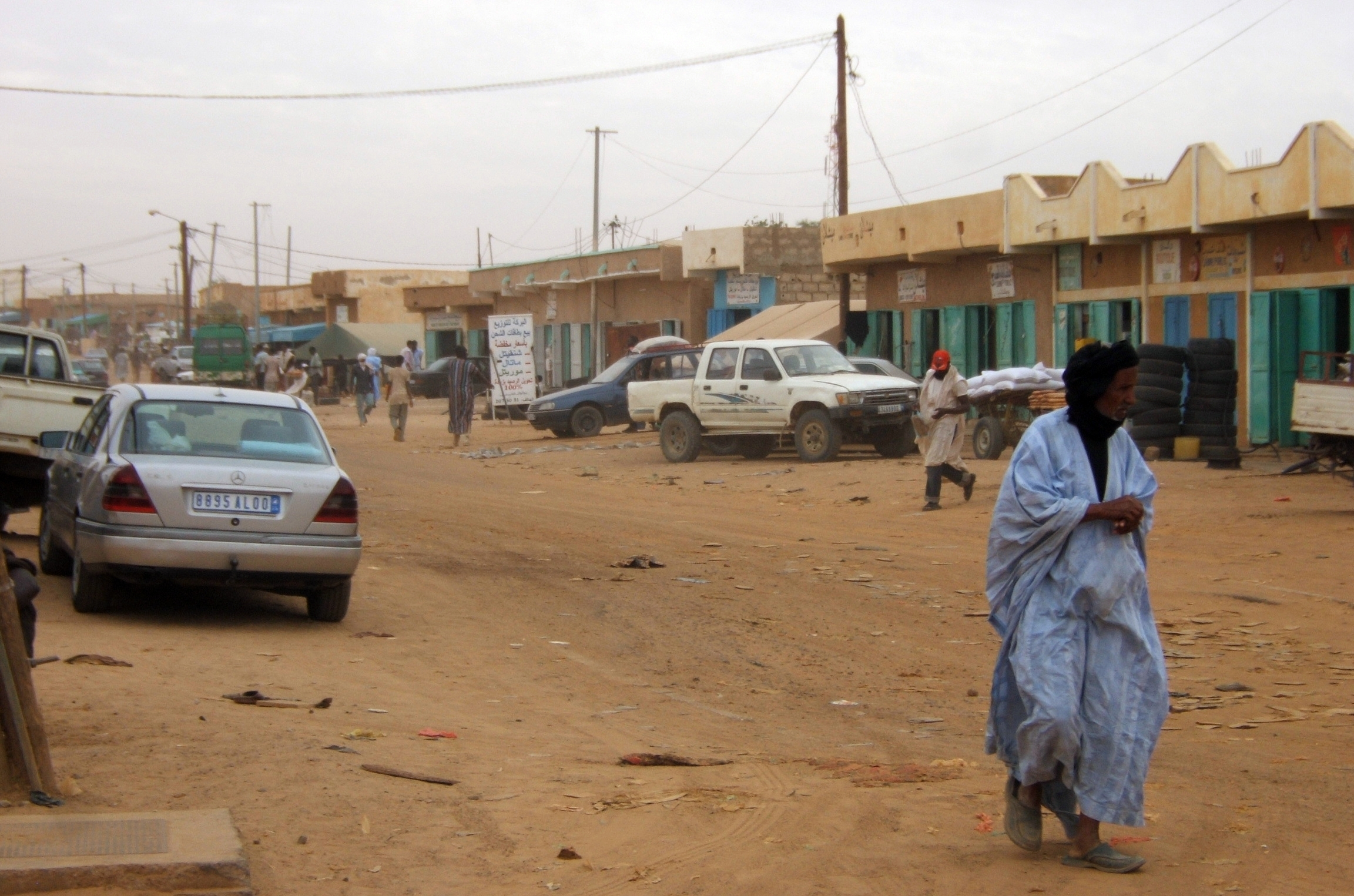
Aleg